# Spengler Cup 1934
Der Spengler Cup 1934 (französisch Coupe Spengler 1934) war die zwölfte Auflage des gleichnamigen Wettbewerbs und fand im Dezember 1934 im Schweizer Luftkurort Davos statt. Als Spielstätte fungierte das dortige Eisstadion.
Das Turnier gewann die Mannschaft von HC Diavoli Rossoneri Milano, die im Finale die Mannschaft der University of Oxford mit 2:0 besiegte.

## Modus
In der Vorrunde spielten sechs Mannschaften in zwei Gruppen, wobei jede Mannschaft nur zwei Spiele bestritt. Anschließend folgten Finalspiel und Spiel um Platz 3. Bei der Ermittlung des Gruppensiegers in Gruppe A gab es unterschiedliche Auffassungen zwischen den Mannschaften des HC Davos und des späteren Turniersiegers HC Diavoli Rossoneri Milano.

## Turnierverlauf

### Vorrunde
Gruppe A
| 27. Dezember 1934 | HC Davos | 10:1 (2:1, 2:0, 6:0) | University of Cambridge | Eisstadion, Davos |

| 28. Dezember 1934 | HC Davos | 1:1 (0:0, 1:0, 0:1) | HC Diavoli Rossoneri Milano | Eisstadion, Davos |

| 29. Dezember 1934 | HC Diavoli Rossoneri Milano | 12:1 (5:1, 3:0, 4:0) | University of Cambridge | Eisstadion, Davos |

| Pl. |                             | Sp | S | U | N | Tore  | Punkte |
| --- | --------------------------- | -- | - | - | - | ----- | ------ |
| 1.  | HC Diavoli Rossoneri Milano | 2  | 1 | 1 | 0 | 13:02 | 3:1    |
| 2.  | HC Davos                    | 2  | 1 | 1 | 0 | 12:02 | 3:1    |
| 3.  | University of Cambridge     | 2  | 0 | 0 | 2 | 02:22 | 0:4    |

Gruppe B
| 27. Dezember 1934 | University of Oxford | 6:1 (2:0, 4:0, 0:1) | Münchener EV | Eisstadion, Davos |

| 28. Dezember 1934 | Grasshoppers Club Zürich | 4:0 (0:0, 0:0, 1:0) | Münchener EV | Eisstadion, Davos |

| 29. Dezember 1934 | University of Oxford | 3:1 (1:1, 1:0, 1:0) | Grasshoppers Club Zürich | Eisstadion, Davos |

| Pl. |                          | Sp | S | U | N | Tore | Punkte |
| --- | ------------------------ | -- | - | - | - | ---- | ------ |
| 1.  | University of Oxford     | 2  | 2 | 0 | 0 | 7:1  | 4:0    |
| 2.  | Grasshoppers Club Zürich | 2  | 1 | 0 | 1 | 5:3  | 2:2    |
| 3.  | Münchener EV             | 2  | 0 | 0 | 2 | 0:8  | 0:4    |

### Finalspiele
Spiel um Platz 3
| 31. Dezember 1934 | HC Davos | 1:3 (0:0, 1:2, 0:1) | Grasshoppers Club Zürich | Eisstadion, Davos |

Final
| 31. Dezember 1934 | University of Oxford | 0:2 (0:0, 0:2, 0:0) | HC Diavoli Rossoneri Milano | Eisstadion, Davos |

## Mannschaftskader
| HC Diavoli Rossoneri Milano | Gerhard Ball, Franco Carlassare, Decio Trovati, Mario Zucchini, Rudi Ball, Ignazio Dionisi, Gianni Scotti, Howie Grant, Mario Maiocchi |
| University of Oxford        | Andrew, John Babbitt, Cowan, Eberts, Fenerty, Hopkins, Eddie MacCourt, Nadeau, Wallace, Williams                                       |
| Grasshoppers Club Zürich    | Luk Keller, Paul Müller, M.R. Ros, Ernst Hug, M. Keller, J. Bächtold, Heini Meng, Arnold Hirtz, Gustav Nipkow                          |

.